# Ținutul nomazilor
Nomadland este un film dramatic american din 2020 regizat de Chloé Zhao, care a scris, editat și coprodus filmul. În rolurile principale sunt Frances McDormand, David Strathairn, Linda May, Charlene Swankie și Bob Wells. Filmul se bazează pe cartea de non-ficțiune din 2017 Nomadland: Surviving America in the Twenty-First Century scrisă de Jessica Bruder și urmărește o femeie care își părăsește micul oraș pentru a călători în Vestul mijlociu american.
Filmul a avut premiera mondială la Festivalul de Film de la Veneția pe 11 septembrie 2020, unde a primit aprecieri critice pe scară largă și a câștigat Leul de Aur. A fost lansat în cinematografe pe 4 decembrie 2020, de către Searchlight Pictures.
La cea de-a 93-a ediție a Premiilor Oscar, filmul a câștigat trei premii: cel mai bun film, cel mai bun regizor pentru Chloé Zhao și cea mai bună actriță pentru Frances McDormand. A mai câștigat de asemenea premiile pentru cel mai bun film dramatic și cel mai bun regizor la Premiile Globul de Aur, precum și patru premii între care pentru cel mai bun film la Premiile BAFTA.

## Premiză
„După prăbușirea economică a unui oraș din Nevada rurală, Fern (Frances McDormand) își pornește la drum în duba sa explorând viața în afara societății convenționale ca un nomad din zilele noastre. Cel de-al treilea lungmetraj al regizoarei Chloé Zhao, Nomadland, îi prezintă pe adevărații nomazi Linda May, Swankie și Bob Wells ca mentori și tovarăși ai lui Fern în explorarea ei prin vastul peisaj din vestul american.”

## Distribuție
- Frances McDormand în rolul Fern
- David Strathairn în rolul David
- Linda May în rolul unuia dintre cei trei mentori ai lui Fern
- Charlene Swankie în rolul unuia dintre cei trei mentori ai lui Fern
- Bob Wells în rolul unuia dintre cei trei mentori ai lui Fern